# Femmes for Freedom
Femmes for Freedom ([fam fɔɹ ˈfɹiːdəm]), afgekort FFF, is een Nederlandse stichting die zich inzet voor huwelijkse vrijheid en gelijkheid tussen vrouwen en mannen.

## Oorsprong
De naam Femmes for Freedom is een allitererende combinatie van het Franse woord femmes ("vrouwen") en de Engelse woorden for freedom ("voor vrijheid").
De organisatie werd in 2011 gesticht door de Pakistaans-Nederlandse mensenrechtenactivist Shirin Musa. Zij zat zelf zes jaar in 'huwelijkse gevangenschap' – een term die door haar inspanningen is opgenomen in het Nederlands recht – met een man die haar mishandelde en haar met een beroep op het islamitisch recht weigerde te laten gaan. Musa ging rechten studeren om een juridische weg uit haar huwelijkse gevangenschap te vinden en slaagde als eerste vrouw in Nederland erin om een religieus huwelijk via een kort geding te ontbinden. Om andere vrouwen in soortgelijke situaties te helpen, besloot ze Femmes for Freedom op te richten.

## Activiteiten
Volgens Musa 'maken mannen die vrouwen in huwelijkse gevangenschap houden zich schuldig aan chantage, polygamie, dreigen met geweld/eerwraak, mishandeling, ontvoering van kinderen en ze eisen hun vrouwen seksueel op'.
Femmes for Freedom raakte in 2015 verwikkeld in een rechtszaak met de Blijf Groep, die een kort geding aanspande 'wegens onrechtmatige uitingen' over misstanden in de blijf-van-mijn-lijfhuizen in Haarlem die de stichting bij monde van Musa had gedaan in een NRC-opiniestuk. FFF kreeg steun van de lokale SP en VVD. Door een crowdfundingsactie onder GeenStijl-reaguurders kon FFF de proceskosten betalen en wist uiteindelijk de rechtszaak te winnen.
In 2017 lanceerde Femmes for Freedom in samenwerking met de gemeente Rotterdam, waaronder de partij Leefbaar Rotterdam, een postcampagne voor vrije partnerkeuze. Op de posters waren zowel homoseksuele als heteroseksuele zoenende stellen te zien met verschillende etnisch-religieuze uiterlijken met de Erasmusbrug op de achtergrond, met de tekst: "In Nederland kies je je partner zelf". Er kwam veel kritiek op de campagne, die 'islamofoob, etnocentrisch en racistisch' zou zijn en het verwijt dat FFF zich liet misbruiken voor de agenda van Leefbaar. Musa en haar vrijwilligers werden bedreigd en moesten worden beveiligd door stadswachten terwijl ze de bijbehorende folders flyerden.

## Kritiek
Musa heeft aangegeven regelmatig negatief commentaar te krijgen op de acties van FFF uit drie hoeken: ‘een clubje orthodoxe moslims, antiracisme-activisten en repressieve linkse feministen’.
Kritiek op de FFF-postercampagne kwam onder meer van de lokale islamitische partij NIDA en Sylvana Simons (BIJ1). Ook Anja Meulenbelt en Hassnae Bouazza behoren tot de feministische critici van FFF en Musa, vooral omdat de laatsten samenwerken met (radicaal-)rechtse organisaties en personen zoals GeenStijl, het FvD, Paul Cliteur en Frits Bolkestein, die zichzelf naar verluidt evengoed schuldig zouden maken aan seksisme (en racisme). Musa verweert zich onder meer door te zeggen dat ze zelf een allochtone moslimvrouw is die strijdt voor vrouwenrechten en het absurd vindt dat haar, omwille van associatie met sommige groepen en lieden, xenofobie en seksisme wordt verweten. Haar feministische critici noemt ze vaak 'nepfeministen' en in een interview met GeenStijl (waarvan ze op Twitter toegaf dat het een seksistsische website was) adviseerde ze kiezers vooral niet op BIJ1 te stemmen. Opponenten beweren dan weer dat ze een no true Scotsman-drogreden begaat als ze feministen die het met haar oneens zijn afdoet als 'nepfeministen'.
Vanuit (radicaal-)rechtse hoek krijgt Musa regelmatig het verwijt dat ze niet echt voor vrouwenemancipatie kan opkomen zolang ze zelf nog een hoofddoek draagt. Ze heeft getwijfeld over of ze een toespraak moest geven ter gelegenheid van de oprichting van de FvD-jongerenafdeling, waarbij ze uiteindelijk het advies van haar collega opvolgde: "Shirin, je praat met iedereen, dus ook met hen." Daarna veranderde ze echter haar houding jegens het FvD: "Ik zou daar nu niet meer gaan praten. Inmiddels ben ik bekend met Baudets griezelige denkbeelden over onder meer ‘homeopathische verdunning’."
In augustus 2018 leverde Musa kritiek op het Landelijk Knooppunt Huwelijksdwang en Achterlating dat nog niet genoeg zou doen om vrouwen en meisjes die naar het buitenland worden ontvoerd of daar achtergelaten om terug te helpen keren naar Nederland. Woordvoerder Dini Flierman van het Knooppunt, dat er in 2012 op verzoek van FFF aan de politiek was gekomen, herkende zich niet in de kritiek en wees deze van de hand.